# Округ Преск Ajл (Мичиген)
Преск Aјл (енгл. Presque Isle County) је округ у америчкој савезној држави Мичиген.

## Демографија
По попису из 2010. године број становника је 13.376, што је 1.035 (-7,2%) становника мање него 2000. године.
| Група             | 2000.          | 2010.          |
| Белци             | 14.079 (97,7%) | 12.972 (97,0%) |
| Афроамериканци    | 38 (0,3%)      | 56 (0,4%)      |
| Азијати           | 23 (0,2%)      | 41 (0,3%)      |
| Хиспаноамериканци | 79 (0,5%)      | 116 (0,9%)     |
| Укупно            | 14.411         | 13.376         |